# 17才だよ?!ゆかりちゃん祭り!!
『17才だよ?!ゆかりちゃん祭り!!』（じゅうななさいだよ ゆかりちゃんまつり）は、田村ゆかりの映像作品として通算12作目にあたる。Blu-rayは通算6作目となる。2013年7月24日にキングレコードよりDVD版とBlu-ray版が同時リリースされた。

## 概要
2013年2月27日、田村ゆかりの誕生日にパシフィコ横浜国立大ホールで開催された、プレミアムファンクラブイベント「17才だよ?!ゆかりちゃん祭り!!」の模様を収録した。なお、後にシリーズ化することになる「田村ゆかりとバーチャルデート」の記念すべき１回目が収録されている。初回特典として、Blu-rayのみスペシャルパッケージ仕様。また、「田村ゆかり LOVE ♡ LIVE *Fall in Love*」「17才だよ?!ゆかりちゃん祭り!!」連動購入企画応募券が封入されていた。

## 収録内容
-OPENING-
めろ～ん音頭～Festival of Kingdom～
mon chéri
MC1
W:Wonder tale
MC2
恋せよ女の子
MC3
Cherry Kiss
MC4「くすんだねこ vs くすんでないねこ フラフープ対決」
おしえて A to Z
-Short Movie「田村ゆかりとバーチャルデート よみうりランド編 その1」-
LOVE ME NOW!!
MC5「くすんでないねこ vs ハートちゃん その場足踏み対決」
童話迷宮
MC6
ねぇ恋しちゃったかな
MC7
恋歌姫
恋は波のように
MC8
恋のアゲハ
-Short Movie「田村ゆかりとバーチャルデート よみうりランド編 その2」-
†メタウサ姫〜黒ゆかり王国ミサ〜†
MC9
パーティーは終わらない
MC10
fancy baby doll
MC11
You & Me
MC12
Endless Story
-ENDING-
-END ROLL-

### 映像特典
17才?!のおもひで